# Rüti GL
| GL ist das Kürzel für den Kanton Glarus in der Schweiz. Es wird verwendet, um Verwechslungen mit anderen Einträgen des Namens Rüti zu vermeiden. |

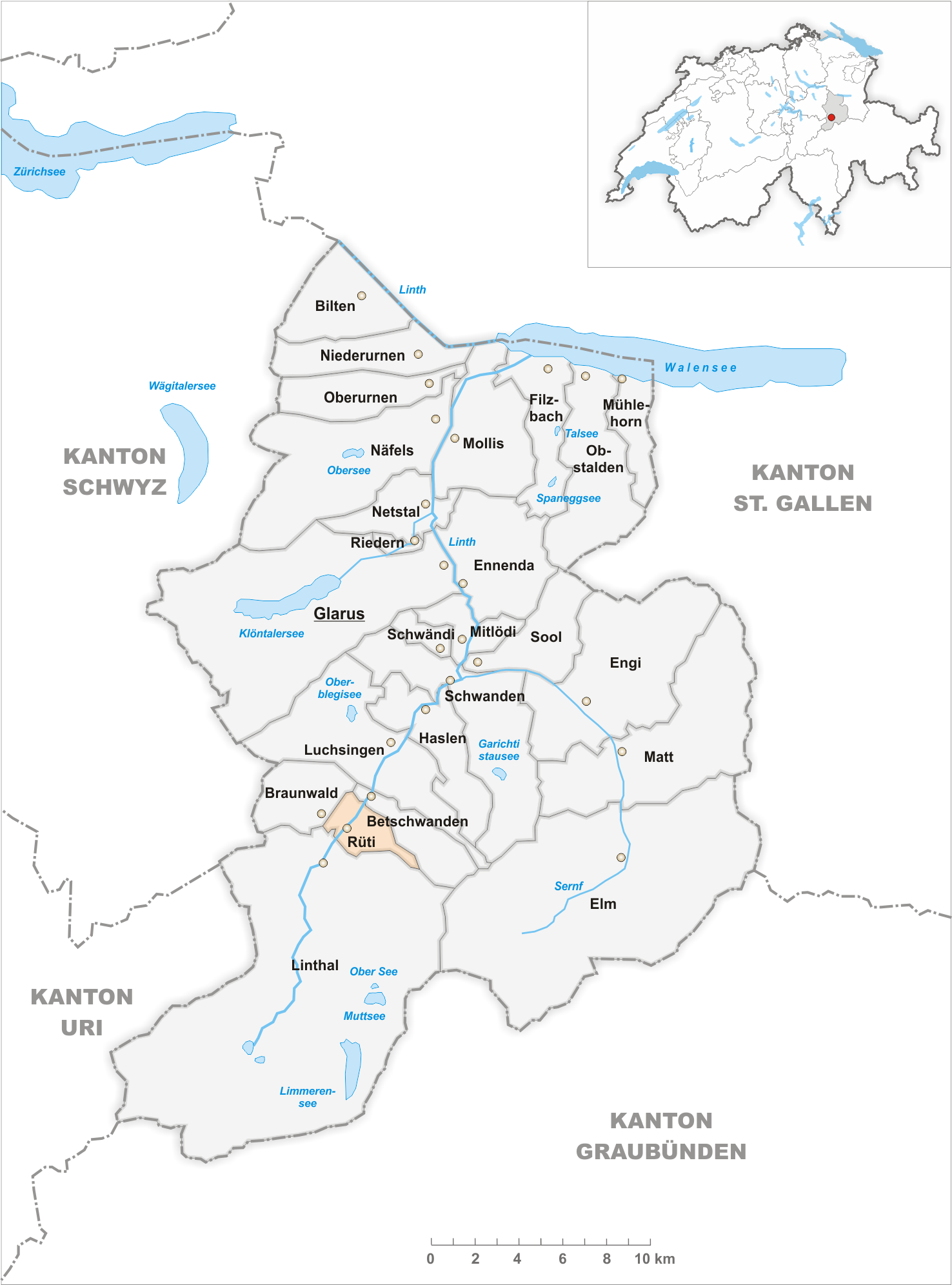
Gemeindestand vor der Fusion am 1. Januar 2011

Luftbild aus 3800 m von Walter Mittelholzer (1919)

Rüti (GL) ist ein Dorf in der politischen Gemeinde Glarus Süd im Kanton Glarus in der Schweiz.

## Geographie
Rüti ist ein Strassendorf im Glarner Grosstal. Es liegt am rechten Ufer der Linth nahe der Mündung des Durnagels. Von der ehemaligen Gemeindefläche sind 4,9 % besiedelt, 23,9 % dienen der Landwirtschaft, 57,3 % sind bewaldet und 13,9 % sind unproduktiv.

## Bevölkerung
| Jahr | Einwohner |
| ---- | --------- |
| 1700 | 270       |
| 1837 | 800       |
| 1930 | 1'000     |
| 1941 | 670       |
| 1990 | 504       |
| 2003 | 389       |
| 2010 | 364       |
| 2020 | 358       |

Die Textilfabriken zogen um 1900 viele Gastarbeiter an, welche sich in der Gemeinde niederliessen. Rüti hat darum mit 35 Prozent den höchsten Ausländeranteil des Kantons Glarus. 1980 waren 80 Prozent der Erwerbstätigen in der heimischen Industrie beschäftigt.

## Wirtschaft
Die Landwirtschaft war bis zur Industrialisierung wichtigste Einnahmequelle. Die Ausnutzung der Wasserkraft von Linth und Marglenbach ermöglichte im Jahr 1846 den Betrieb einer Baumwollspinnerei und 1850 einer Wollweberei, die beide durch die Schoeller’sche Kammgarnspinnerei von Rudolf Wilhelm Schoeller übernommen wurden, aber 2002 schliessen mussten.

### Verkehr
Die Eisenbahn Glarus–Linthal hat eine Haltestelle in Rüti. Bereits 1879 erhielt Rüti einen Eisenbahnanschluss an die Bahnstrecke Weesen–Linthal. Die Hauptstrasse für den Individualverkehr liegt ausserhalb des Dorfkernes. Die Linthbrücke quert die Linth.

## Geschichte
Die Rüti wurde um das Jahr 1340 erstmals urkundlich erwähnt. Im Jahr 1388 ist die älteste Linthbrücke des Landes Glarus in Rüti belegt. Nach der Ablösung von der Kirche in Glarus sind die Einwohner von Rüti seit 1300 nach Betschwanden kirchgenössig. Im Jahr 1528 schlossen sich die Einwohner der Reformation an. Im Spielhof sind Mauerreste eines mittelalterlichen Wohnturms erhalten geblieben. Das im 16. Jahrhundert erbaute Haus spielte in der Gemeindegeschichte eine wesentliche Rolle. Hier wurde Gericht gehalten und der Wegzoll erhoben. 1939 fand die Trennung von Braunwald statt. Das ehemalige Alpgebiet Rütis wurde damit selbständig.
Der Zusammenbruch der Textilindustrie hat zu einer starken Abnahme der Bevölkerung und der Steuereinnahmen geführt. Die Gemeinde hatte sich in der Folge stark verschuldet und wurde unter Kantonsaufsicht gestellt. Zur Schuldentilgung sollten die beiden Gemeindealpen Bodmen und Vorder Durnachtal verkauft werden. Mit einer Sammelaktion, initiiert durch Heiri Hösli aus Ennetbergen und unterstützt vom Ruessdiliverein, der Schweizer Patenschaft für Berggemeinden und den Behörden, konnten die Alp Bodmen im Jahr 2004 und Alp Vorder Durnachtal im Jahr 2006 vor dem Ausverkauf gerettet und in eine Stiftung überführt werden.
Rüti wurde im Rahmen der Glarner Gemeindereform auf den 1. Januar 2011 mit den Gemeinden Betschwanden, Braunwald, Elm, Engi, Haslen, Linthal, Luchsingen, Matt, Mitlödi, Schwanden (GL), Schwändi, und Sool, zur neuen Gemeinde Glarus Süd zusammengelegt.
Die Gemeinde Buchs ZH hat eine Patenschaft für Rüti übernommen.

## Persönlichkeiten
- Edith Schindler (* 1940), Textilentwerferin, Illustratorin, Malerin, Radiererin und Fotografin

## Impressionen

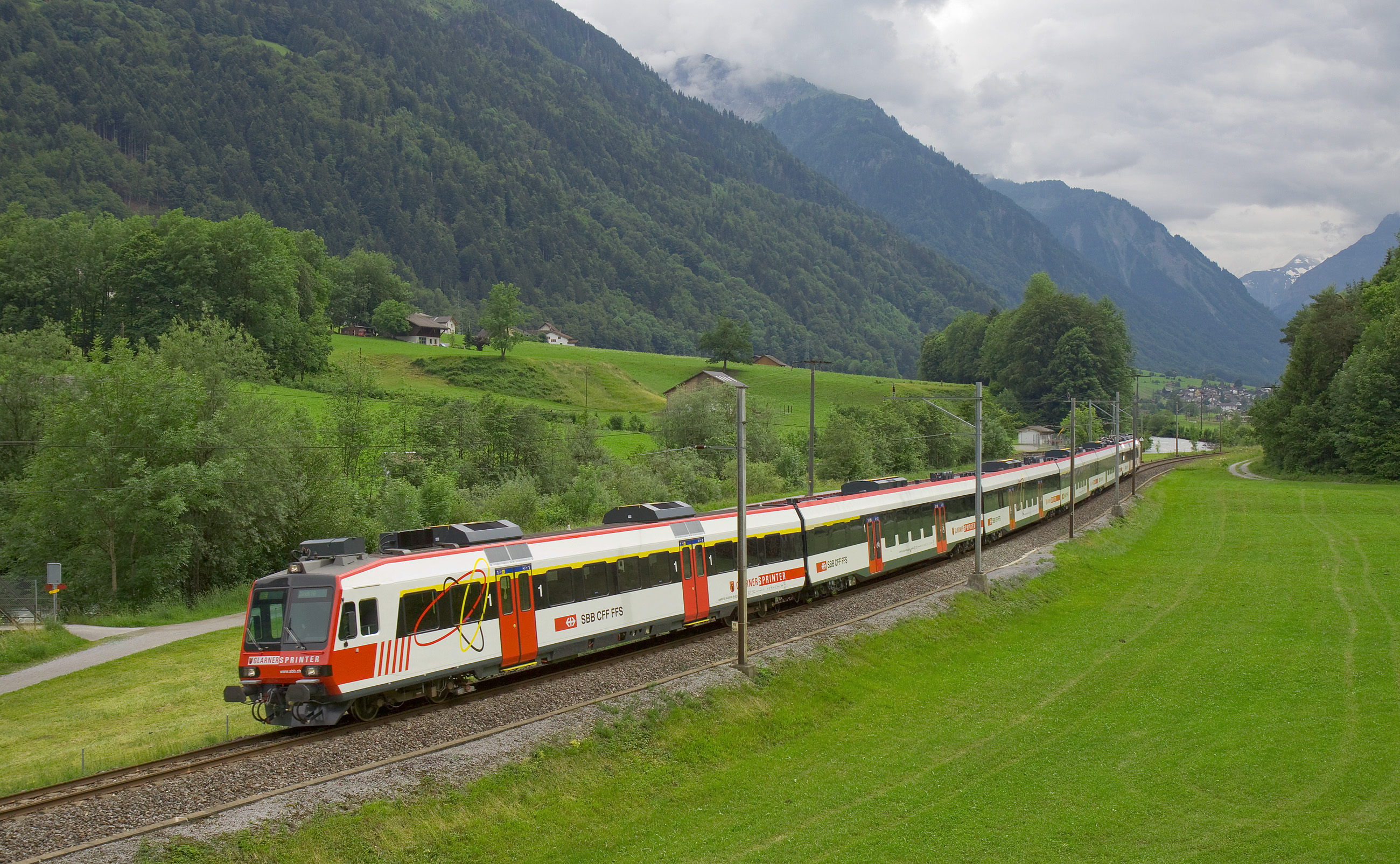
Pendelzug der SBB bei Rüti
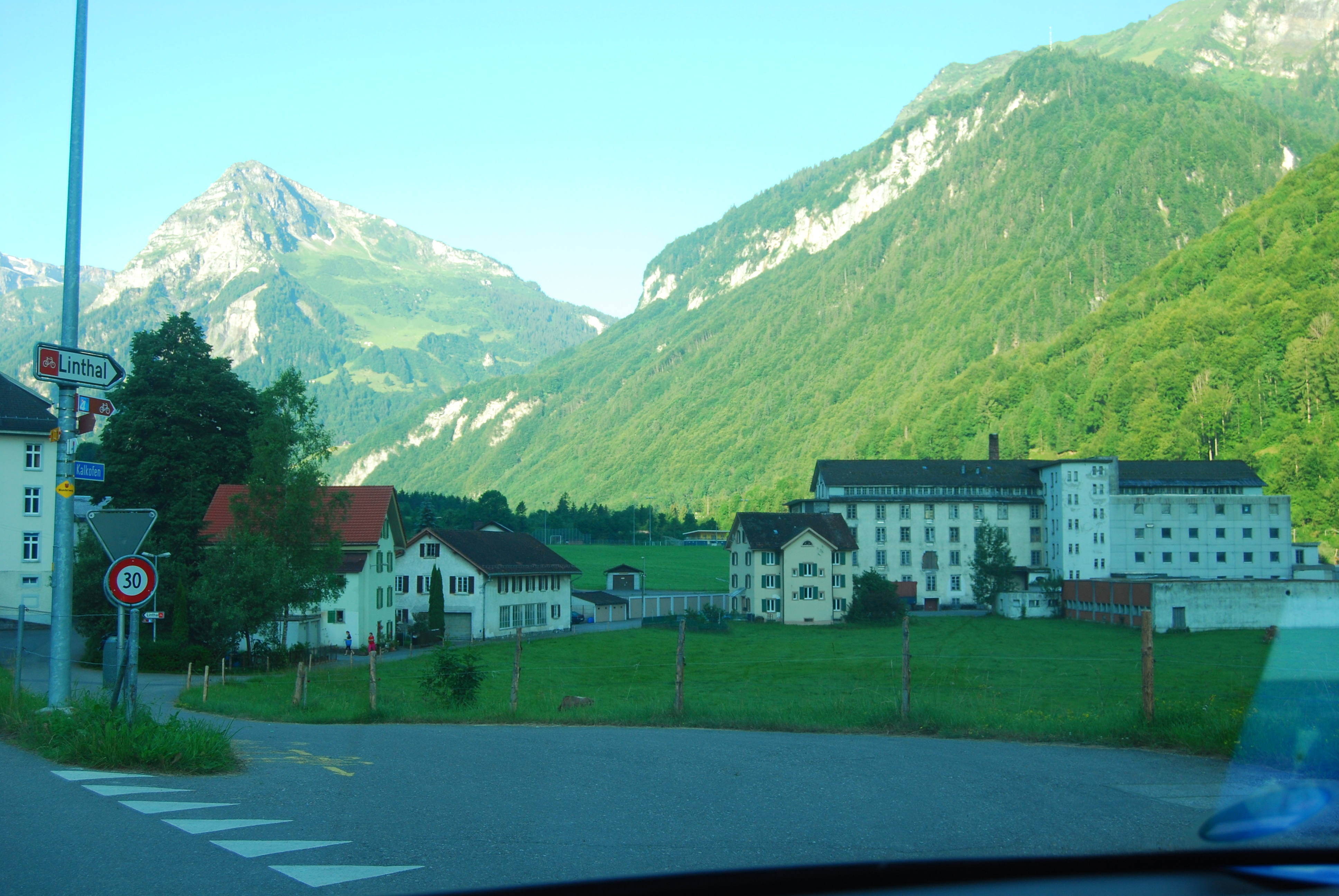
Ehemalige Textilfabrik in Rüti
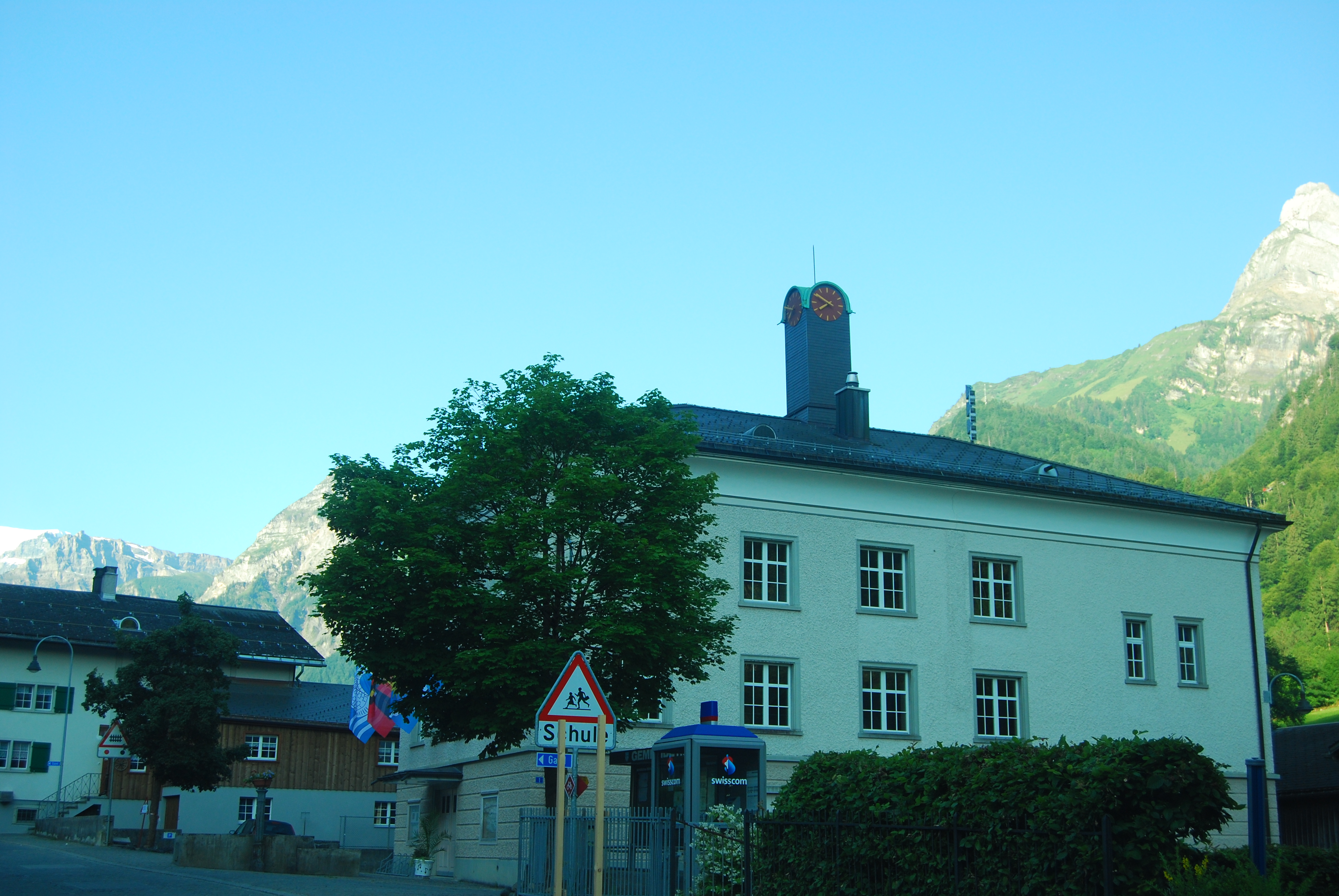
Schulhaus Rüti
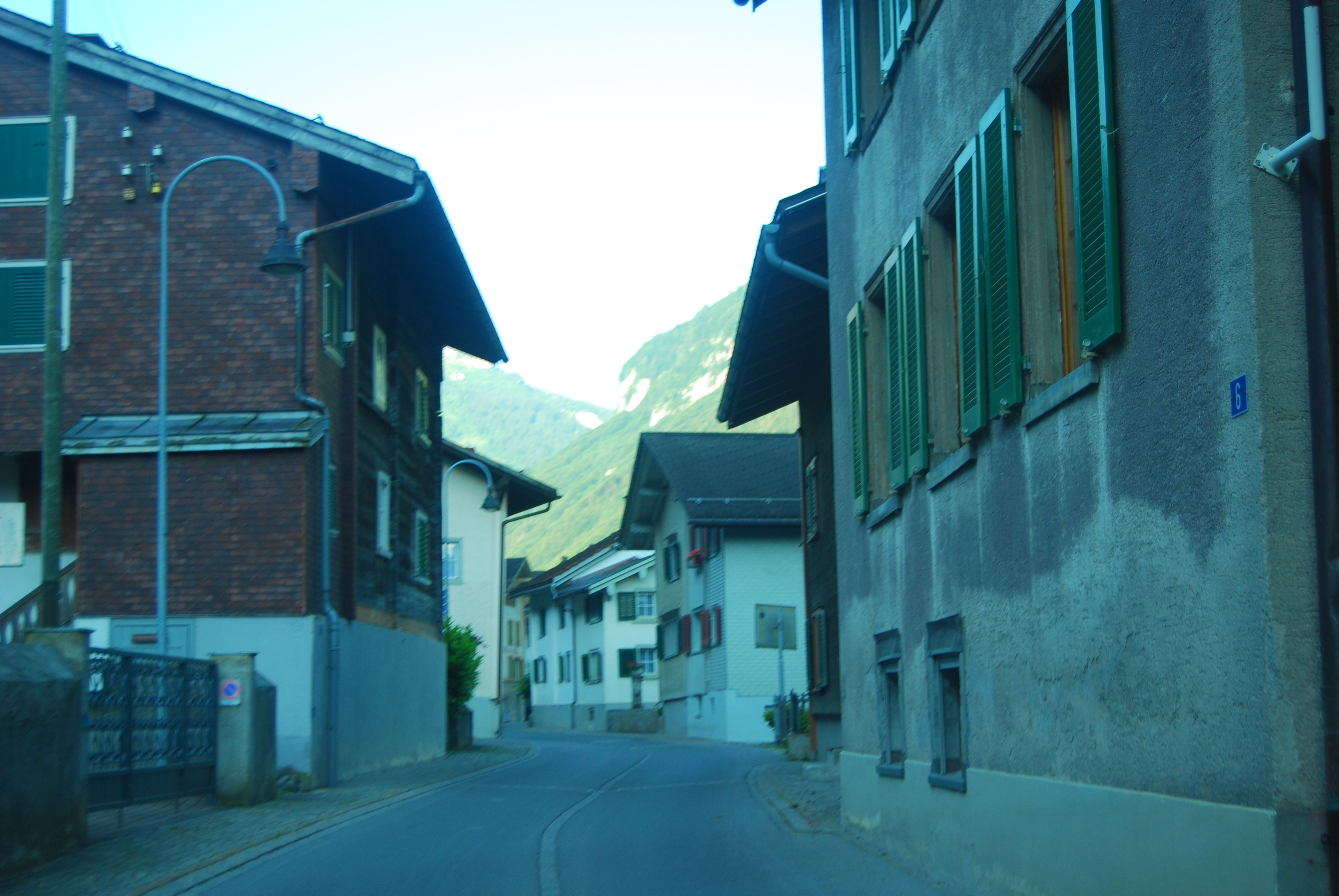
Dorfstrasse